# Le Vieux Cordelier

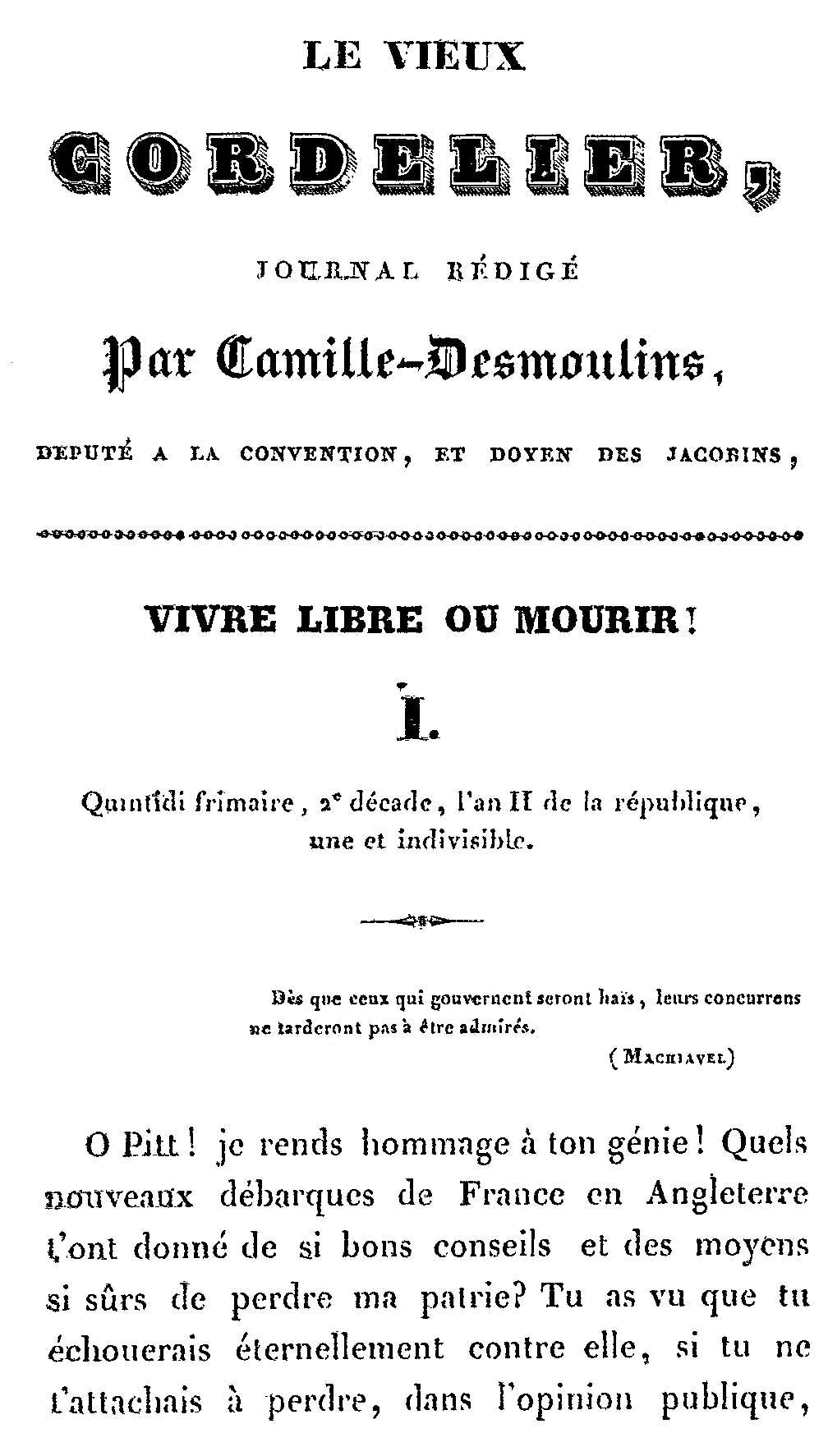
Pierwszy numer Starego Kordeliera

''Le Vieux Cordelier'' (po polsku: Stary Kordelier) – gazeta redagowana przez Camille'a Desmoulinsa od 5 grudnia 1793 do 25 stycznia 1794 roku. Łącznie ukazało się sześć numerów gazety, siódmy został przygotowany do druku, lecz nie ujrzał światła dziennego, gdyż Desmoulins (podobnie jak wszyscy dantoniści) został osądzony przez Trybunał Rewolucyjny i zgilotynowany. 

## Okoliczności powstania gazety
Camille Desmoulins nosił się z zamiarem założenia nowej gazety już w połowie roku 1793. Ostatecznie powstała ona po dyskusjach z Georges'em Dantonem i Maksymilianem Robespierre'em, którzy niezależnie od siebie zachęcali Desmoulinsa do większego wykorzystywania swojego dziennikarskiego talentu, jakim Desmoulins wykazał się już w 1789 redagując Rewolucje Francji i Brabancji. Każdy z wymienionych polityków proponował Desmoulinsowi jednak inną linię polityczną gazety: Robespierre chciał, by Desmoulins skupił się na krytyce hebertystów i odciągał czytelników od redagowanego przez ich przywódcę pisma Ojciec Duchesne, natomiast Danton zamierzał zmienić gazetę w organ polityczny grupy skupionej wokół niego. 

## Linia polityczna gazety
Tytuł gazety Stary Kordelier sugerował dostosowanie jego linii politycznej do poglądów klubu kordelierów popularnych przed jesienią 1793, czyli przed opanowaniem tego stronnictwa przez ultraradykalnych hebertystów. W pierwszych dwóch numerach nowa gazeta faktycznie skupiła się na polemice ze stronnictwem korderlierów, przeciw któremu Desmoulins wymierzył znakomicie skonstruowaną diatrybę. Obydwa numery gazety zdecydowanie popierały politykę prowadzoną przez Komitet Ocalenia Publicznego, notabene przed publikacją zostały przeczytane i zaaprobowane przez Robespierre'a. W trzecim wydaniu gazety, Desmoulins niespodziewanie przyjął ton antyrządowy, krytykując terror panujący we Francji pod pretekstem refleksji na temat sytuacji w starożytnym Rzymie. Czwarty numer był bezpośrednim atakiem na Robespierre’a, wzywając do powszechnej amnestii i powrotu do ‘republikańskiej cnoty miłosierdzia’, nie zapominając o typowych atakach na hebertystów. Piąty numer zawierał dalszą krytykę Komitetu Ocalenia Publicznego, gdzie Desmoulins równocześnie polemizował z przeciwnikami swojego pisma, oskarżającymi go o działanie na szkodę rządu, który starał się wyprowadzić państwo z kryzysu za wszelką cenę. Co ciekawe, mimo krytyki rządu, Desmoulins zaniechał ataków na Robespierre’a, zamiast tego podkreślając jego ‘republikańskie cnoty’. Szósty numer utrzymany był w podobnym tonie. 

## Skutki
Stary Kordelier w czasie swojego istnienia należał do najbardziej kontrowersyjnych, a zarazem najlepiej się sprzedających gazet rewolucyjnych. Zwolennicy pisma podkreślali talent autora i odwagę w walce o wartości humanitarne, przeciwnicy zarzucali Desmoulinsowi oderwanie od rzeczywistości i powierzchowność formułowanych ocen. Dalsze wydawanie Starego Kordeliera przyczyniło się do śmierci Desmoulinsa; gdy gazeta została skrytykowana przez klub jakobinów, Desmoulins odmówił wyparcia się głoszonych w niej poglądów i kontynuował ataki na rząd. 